# Evgenij Gorodov
Evgenij Aleksandrovič Gorodov (in russo Евгений Александрович Городов?; Barnaul, 13 dicembre 1985) è un ex calciatore russo, di ruolo portiere.